# 클라우디오 몬테베르디

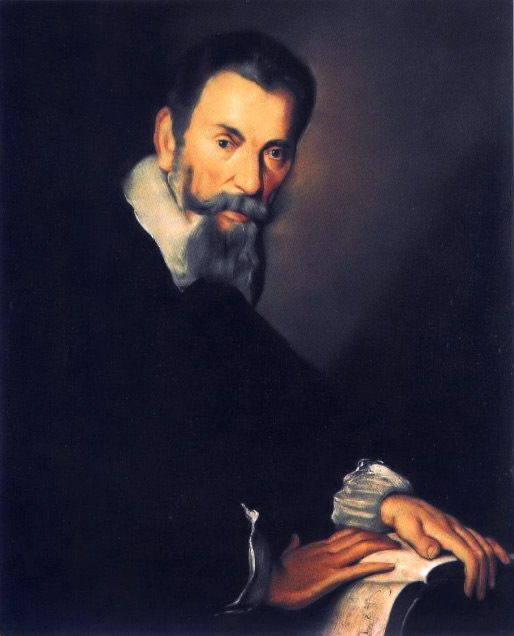
1640년 베니스 시절의 몬테베르디 베르나르도 스트로지의 작품

클라우디오 몬테베르디(Claudio Monteverdi, 1567년 5월 15일 ~ 1643년 11월 29일)는 이탈리아의 작곡가, 바이올리니스트, 가수이다.
몬테베르디의 작품은 르네상스와 바로크 음악의 과도기에 놓여있다. 그의 작품은 그 두시기의 범주로 분류될 수 있으며, 스타일의 변화에 변화를 가져온 가장 중요한 혁명적인 인물로 여겨진다. 몬테베르디는 가장 최초로 드라마적으로 실용가능한 오페라인 《오르페오》를 작곡했으며, 그 작품은 그에게 한평생 명예를 드높이게 되었다.

## 일대기와 작품
몬테베르디는 이탈리아 북쪽 지방인 크레모나의 의사 집안에서 태어났다. 몬테베르디란 이름은 이탈리어로 '초록빛 산'을 뜻한다. 유년시절 크레모나 성당의 maestro di cappella인 마르크 안토니오 인게그네리에게서 배우게 된다. 그곳 성당 성가대에서 기록이 없는 것을 봐선, 음악 레슨은 아마도 개인 교습이라 생각된다.
16세에 <교회용 합창곡집>을 발표하였다. 1590년부터 만토바 공(公) 빈첸초 1세 아래서 궁정 음악가로서 약 20년 동안을 지냈다. 가곡 <오르페오>와 <아리안나>를 작곡하여 명성을 떨쳤다. 1613년 당시 이탈리아 음악가 최고의 영예인 베네치아의 산마르코 성당의 악장이 되어 교회 음악의 개량 등에 힘을 쏟았다. 1637년 베네치아에 세계 최초의 공중 가극장이 개관되자, 가극·발레 음악을 발표하여 가극의 창시자로 불리게 되었다.

## 작곡
몬테베르디는 적어도 18개의 오페라를 작곡하였으며, 그 중 오직 오르페오, 포페아의 대관식, 율리우스의 귀환과 그의 두 번째 오페라인 l'Arianna의 유명한 아리아인 "Lamento"만이 현존한다.
- 《아리안나》(L'Arianna, 레치타티보 〈아리안나의 탄식〉만 현존)
- 《오르페오》(L'Orfeo)
- 《율리시스의 귀환》(Il ritorno d'Ulisse in patria)
- 《포페아의 대관식》(L'incoronazione di Poppea)

기타 세속적이거나 성가곡들
- Il Combattimento di Tancredi e Clorinda
- Vespro della Beata Vergine
- Selva Morale e Spirituale (1640)
- Scherzi Musicali
- Madrigali Guirreri et Amorosi
- 마드리갈을 묶은 8개의 책

## 음악 듣기
- "Cor Mio Mentre Vi Miro"
- "Cruda Amarilli"
- "Non Si Levav'ancor"

## 참고 문헌
- Manfred Bukofzer, Music in the Baroque Era. New York, W.W. Norton & Co., 1947. ISBN 0-393-09745-5
- Denis Arnold, Monteverdi. London, J.M. Dent & Sons Ltd, 1975. ISBN 0-460-03155-4
- Leo Schrade, Monteverdi. London, Victor Gollancz Ltd., 1979. ISBN 0-575-01472-5
- Tim Carter, Music in Late Renaissance and Early Baroque Italy. Amadeus Press, 1992. ISBN 0-931340-53-5

1. ↑  《글로벌 세계대백과사전》

## 같이 보기
- 분류:클라우디오 몬테베르디의 작품
- 분류:클라우디오 몬테베르디의 오페라